# Servicio Aéreo del Ejército Imperial Japonés
El Servicio Aéreo del Ejército Imperial Japonés (大日本帝國陸軍航空隊 Dainippon Teikoku Rikugun Kōkūtai?), también llamado Fuerza Aérea del Ejército Imperial Japonés (大日本帝國陸軍航空部隊 Dainippon Teikoku Rikugun Kōkūbutai?), fue la fuerza aérea del Imperio de Japón y la fuerza de aviación con base en tierra del Ejército Imperial Japonés. Como el propio Ejército Imperial Japonés, su servicio aéreo fue desarrollado siguiendo las líneas de la Cuerpo Aéreo del Imperio Alemán y su principal misión era proporcionar apoyo aéreo táctico a las tropas de tierra mientras mantenían una capacidad limitada de interdicción aérea. También proporcionaba un importante apoyo de reconocimiento aéreo al Ejército. Por otra parte, el Servicio Aéreo de la Armada Imperial Japonesa era el responsable de los ataques de largo alcance y de la defensa aérea estratégica, y no fue hasta las últimas etapas de la Guerra del Pacífico cuando ambos servicios intentaron llevar a cabo algo parecido a una defensa aérea integrada.
Por lo general, no controlaba los aviones de reconocimiento para la artillería; Los batallones de artillería controlaban los aviones ligeros y los globos que operaban en estos roles.
El Servicio Aéreo de la Armada Imperial Japonesa era responsable de los bombarderos y aviones de ataque de largo alcance, así como de la defensa aérea estratégica. No fue hasta las últimas etapas de la Guerra del Pacífico que las dos armas aéreas intentaron integrar la defensa aérea del archipiélago japonés.

## Historia

### Orígenes

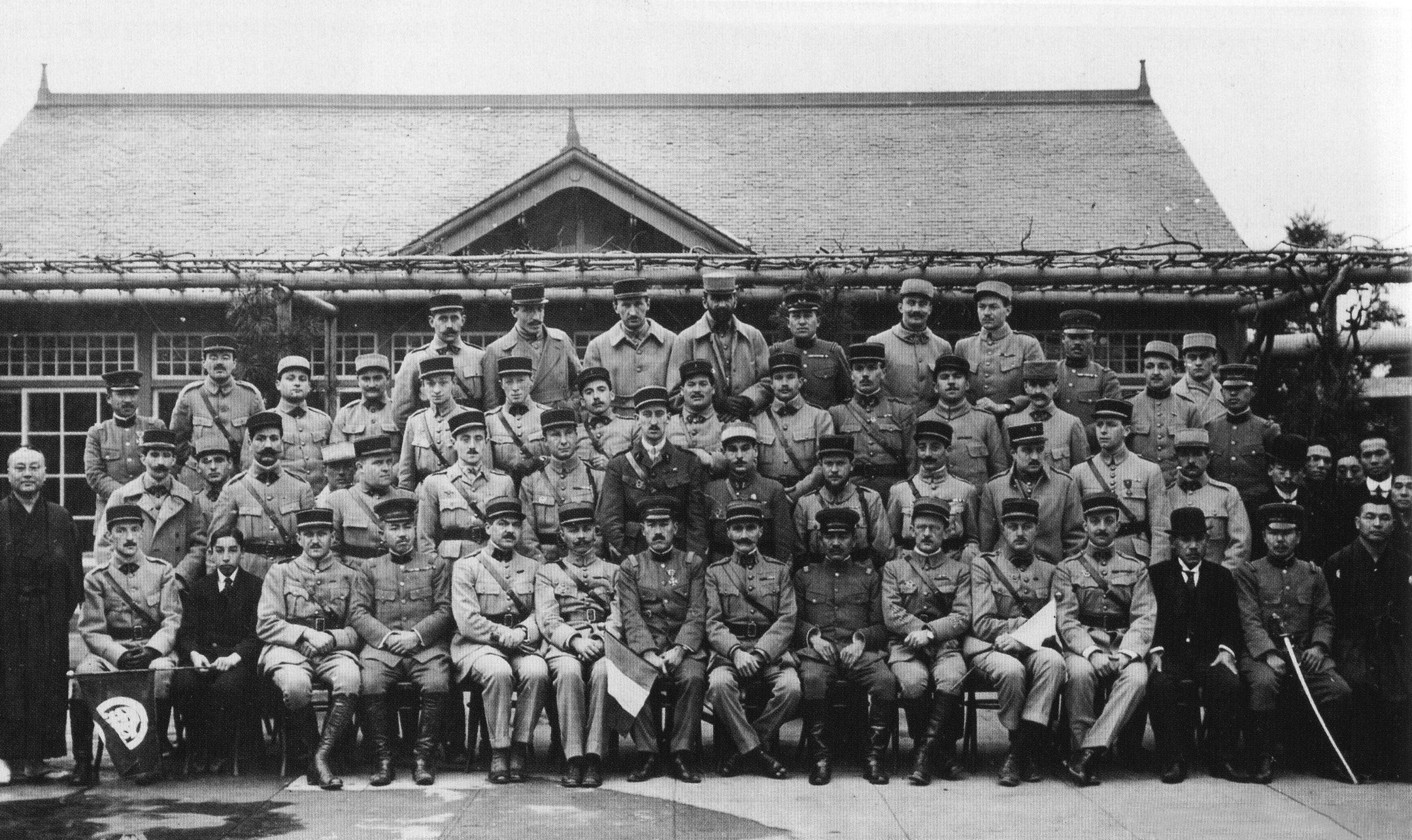
Misión militar francesa en Japón 1918-1919.

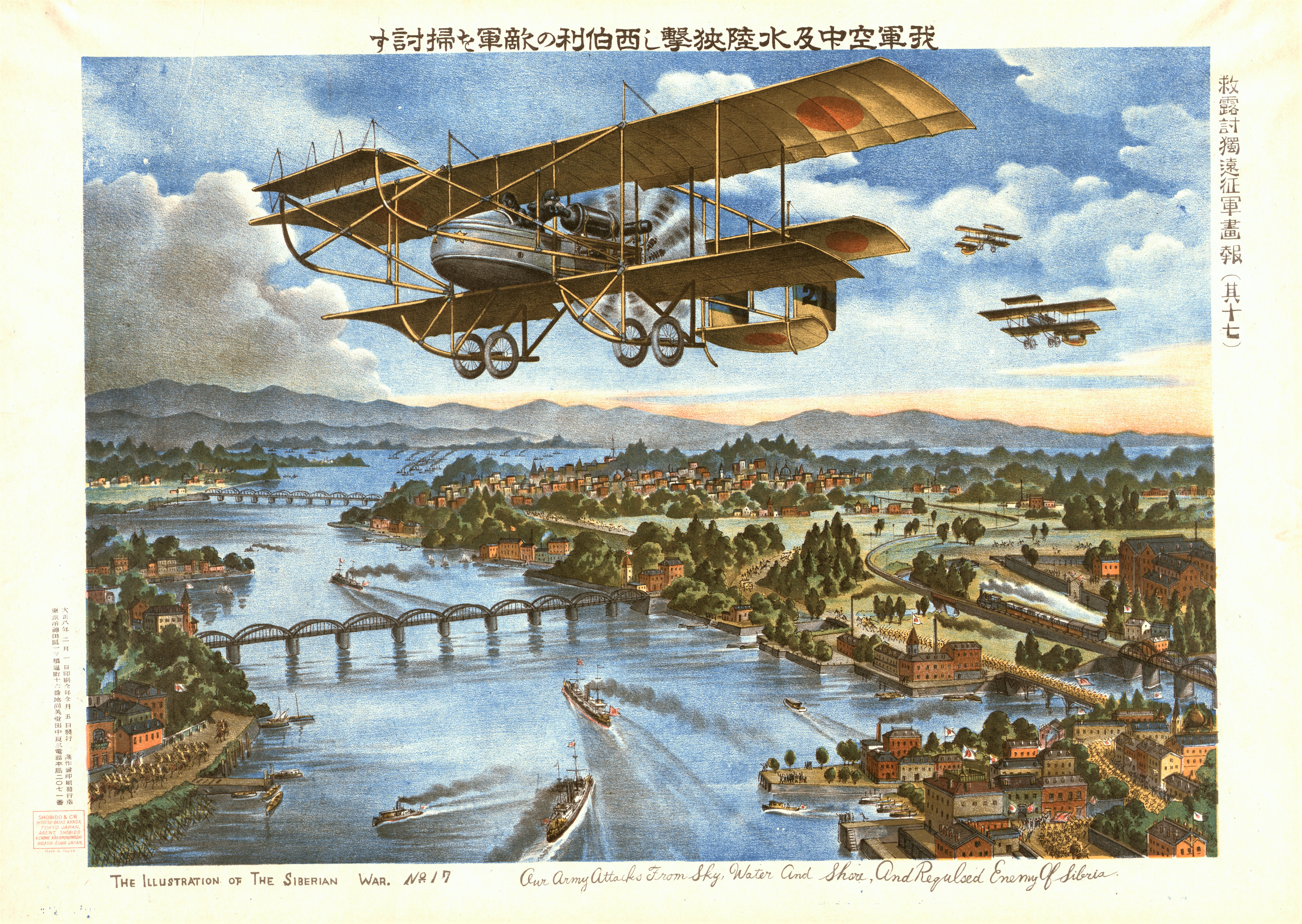
Intervención en Siberia.

El Ejército Imperial Japonés usó globos de hidrógeno para fines de observación en la guerra ruso-japonesa de 1904-1905 y en 1909, junto con la Armada Imperial Japonesa y la Universidad Imperial de Tokio, la Asociación de Investigación de Globos Temporales Militares fue establecido, En 1910, la sociedad envió al capitán Yoshitoshi Tokugawa y al capitán Hino Kumazō a Francia y Alemania, respectivamente, para recibir entrenamiento de pilotos y comprar aviones. Japón compró su primer avión, un biplano Farman y un monoplano Grade, que había sido devuelto por los oficiales de Europa occidental. El 19 de diciembre de 1910, el capitán Yoshitoshi Tokugawa en un Farman III realizó el primer vuelo con éxito en suelo japonés en el Parque Yoyogi en Tokio. El año siguiente, en 1911, se importaron varios aviones más y una versión mejorada del biplano Farman III, el Kaishiki N.º 1, fue construido y pilotado en Japón por el Capitán Togugawa. En 1914, con el estallido de la guerra, los japoneses pusieron sitio a la colonia alemana de Tsingtao, aeronaves del ejército junto con las operaciones de reconocimiento y bombardeo de la armada. El Cuerpo Aéreo Provisional, formado por cuatro biplanos Maurice Farman MF.7 y un solo monoplano Nieuport VI-M, realizó 86 salidas entre ellos. En diciembre de 1915, se creó un batallón aéreo bajo el Mando de Transporte del Ejército, que se hizo responsable de todas las operaciones aéreas. Sin embargo, un gran interés en la aviación militar no se desarrolló hasta después de la Primera Guerra Mundial. Los observadores militares japoneses en Europa occidental se dieron cuenta rápidamente de las ventajas de la nueva tecnología, y después del final de la guerra, Japón compró un gran número de aviones militares excedentes, incluyendo Sopwith 1½ Strutters, Nieuport 24s y Spads.

### Período de entreguerras
En 1918, una misión militar francesa fue invitada a Japón para ayudar a desarrollar la aviación. La misión fue encabezada por Jacques-Paul Faure y compuesta por 63 miembros para establecer los fundamentos de la aviación japonesa, la misión también trajo varios aviones, entre ellos los Salmson 2A2, Nieuport, Spad XIII, dos Breguet XIV y dirigibles Caquot . La aviación del ejército japonés se organizó en una cadena de mando separada dentro del Ministerio de la Guerra de Japón en 1919, y las aeronaves se usaban en funciones de combate durante la Intervención de Siberia de 1920 contra el Ejército Rojo cerca de Vladivostok. La primera fábrica de aviones en Japón, la Compañía Aeronáutica Nakajima, se fundó en 1916 y más tarde obtuvo una licencia para producir Nieuports 24 y Nieuport-Delage NiD 29 C.1 (como Nakajima Ko-4), así como el motor Hispano-Suiza. Nakajima más tarde obtuvo la licencia para producir Gloster Gannet y Bristol Jupiter. De manera similar, Industrias Pesadas Mitsubishi comenzó a producir aviones bajo licencia de Sopwith en 1921, y Kawasaki Heavy Industries comenzó a producir el bombardero Salmson 2 A.2 en Francia, y contrató a ingenieros alemanes como el Dr. Richard Vogt para producir diseños originales como el bombardero Tipo 88. Kawasaki también produjo motores de aviones bajo licencia de BMW. En mayo de 1925, el Cuerpo Aéreo del Ejército Imperial Japonés se estableció bajo el mando del Teniente General Kinichi Yasumitsu, se consideraba una rama equivalente a la artillería, caballería o infantería, y contenía a 3.700 personas con aproximadamente 500 aviones.
A finales de la década de 1920, Japón estaba produciendo sus propios diseños para satisfacer las necesidades del Ejército, y en 1935 tenía un gran inventario de diseños de aviones propios que eran técnicamente sofisticados.
Para 1941, la Fuerza Aérea del Ejército Japonés tenía aproximadamente 1.500 aviones de combate. Durante los primeros años de la guerra, Japón continuó el desarrollo técnico y el despliegue de aviones cada vez más avanzados y disfrutó de una superioridad aérea en la mayoría de los campos de batalla debido a la experiencia de combate de sus tripulaciones y las cualidades de manejo de sus aviones.
Sin embargo, a medida que la guerra continuaba, Japón descubrió que su producción no podía igualar la de los Aliados. Además de estos problemas de producción, Japón se enfrentó a combates continuos y, por lo tanto, pérdidas continuas. Además, hubo interrupciones continuas de la producción provocadas por el traslado de fábricas de un lugar a otro, cada transferencia con el objetivo de evitar el bombardeo estratégico aliado. Entre estos factores y otros, como la restricción de materiales estratégicos, los japoneses se encontraron materialmente superados.
En términos de mano de obra, Japón estaba aún peor. Las tripulaciones experimentadas fueron muriendo y los reemplazos no habían sido planeados. Los japoneses habían perdido entrenadores expertos, y no tenían el combustible ni el tiempo para utilizarlos. Debido a esto, hacia el final de su existencia, las FAEJ recurrieron a ataques kamikaze contra fuerzas aliadas abrumadoramente superiores.

## Fuerza
- En 1940 el Servicio Aéreo del Ejército Imperial Japonés contaba con:
  - 33.000 efectivos
  - Más de 1.600 aeronaves, de los que 1.375 eran aviones de combate de primera línea.
  - Los aviones estaban organizados en 85 escuadrones;
    - 36 de cazas
    - 28 de bombarderos ligeros
    - 22 de bombarderos medios
- En 1945 el Servicio Aéreo contaba con 676.863 efectivos.

## Aeronaves de la Segunda Guerra Mundial
A continuación se listan los aviones más importantes usados por el Servicio Aéreo del Ejército Imperial Japonés durante la Segunda Guerra Mundial (entre paréntesis la designación del Ejército Imperial Japonés y después el nombre en clave dado por los Aliados):
Cazas:
- Nakajima Ki-27 (Caza Tipo 97) "Nate"
- Nakajima Ki-43 (Caza Tipo 1 Hayabusa) "Oscar"
- Nakajima Ki-44 (Caza Monoplaza Tipo 2 Shōki) "Tojo"
- Kawasaki Ki-45 (Caza Biplaza Tipo 2 Toryū) "Nick"
- Kawasaki Ki-61 (Caza Tipo 3 Hien) "Tony"
- Nakajima Ki-84 (Caza Tipo 4 Hayate) "Frank"
- Kawasaki Ki-100 (Caza Tipo 5)
- Mitsubishi Ki-109 (Caza Pesado Interceptor Experimental Hiryū) "Peggy"
- Mitsubishi A6M Zero (Caza Embarcado Tipo 0 rei sentōki  o Zero sen) "Zero"

Bombarderos:
- Mitsubishi Ki-21 (Bombardero Pesado Tipo 97) "Sally"
- Mitsubishi Ki-30 (Bombardero Ligero Tipo 97) "Ann"
- Kawasaki Ki-32 Bombardero Ligero Tipo 98) "Mary"
- Kawasaki Ki-48 (Bombardero Ligero Bimotor Tipo 99) "Lily"
- Nakajima Ki-49 (Bombardero Pesado Tipo 100 Donryū) "Helen"
- Mitsubishi Ki-67 (Bombardero Pesado Tipo 4 Hiryū) "Peggy"

Aviones de control aéreo avanzado:
- Mitsubishi Ki-51 (Avión de Asalto Tipo 99) "Sonia"
- Kawasaki Ki-102 (Avión de Asalto Bimotor 5) "Randy"

Aviones de transporte:
- Nakajima Ki-34 (Transportador Tipo 97) "Thora"
- Mitsubishi Ki-57 (Transportador Tipo 100) "Topsy"
- Kawasaki Ki-56 (Avión de Carga Tipo 1) "Thalia"
- Kokusai Ki-59 (Transportador Tipo 1) "Theresa"

Aviones de reconocimiento:
- Mitsubishi Ki-15 (Avión de Reconocimiento Tipo 97) "Babs"
- Tachikawa Ki-36 (Avión de Reconocimiento Tipo 98) "Ida"
- Mitsubishi Ki-51 (Avión de Reconocimiento Tipo 99) "Sonia"
- Mitsubishi Ki-46 (Avión de Reconocimiento Tipo 100) "Dinah"

Entrenadores:
- Tachikawa Ki-9 (Entrenador Intermedio Tipo 95 Modelo 1) "Spruce"
- Tachikawa Ki-17 (Entrenador Básico Tipo 95 Modelo 3) "Cedar"
- Tachikawa Ki-55 (Entrenador Avanzado Tipo 99) "Ida"
- Tachikawa Ki-54 (Entrenador Avanzado Bimotor Tipo 1) "Hickory"
- Manshū Ki-79 (Entrenador Avanzado Tipo 2)

Otros aviones:
- Kokusai Ki-76 (Avión de Enlace/Mando y Control Tipo 3) "Stella"
- Kayaba Ka-1 (Observador de Artillería Ka-Gō)

## Organización

### Secciones del Departamento Aeronáutico del Ejército
- Comandante en Jefe de la Oficina del Servicio Aéreo del Ejército
- Departamento de Personal de Servicio Aéreo
- Departamento de Asuntos Generales y Administrativos.
- Oficina del Inspector General de Aviación del Ejército
  - Unidad de Asuntos Generales de la Inspección de Aviación del Ejército.
- Departamento de Formación e Instrucción Aérea
- Academia del Aire del Ejército Imperial Japonés
- Oficina de Intendencia
- Arsenal del Servicio Aéreo de Tachikawa
- Departamento de Transporte Aéreo del Ejército
- Departamento de Inteligencia Aérea del Ejército

### Organización operacional
Antes de la Primera Guerra Mundial, la unidad básica del Servicio Aéreo del Ejército era el Batallón Aéreo (航空大隊 Kōkū Daitai), cada uno compuesto por dos escuadrones (中隊Chutai) con nueve aviones cada uno, más tres aviones de reserva y tres reservados para uso del Cuartel General, con un total de 24 aviones por batallón. El oficial al mando del chutai era el Chutaicho, cuyo rango era generalmente el de Capitán. El avión del comandante a menudo tenía marcas distintivas, a menudo una cola parcial o totalmente escarlata, roja, naranja o amarilla.
En la reorganización del 05/05/1927, se creó el Regimiento Aéreo (飛行連隊 Hikō Rentai), cada uno compuesto por dos batallones, y cada batallón consistente en hasta cuatro escuadrones. Cada Regimiento Aéreo era una unidad de propósito mixto, que consistía en una mezcla de escuadrones de combate y reconocimiento.
Con el inicio de la segunda guerra sino-japonesa en 1937, las condiciones operativas favorecieron el uso de muchas unidades pequeñas, lo que dio lugar a la creación de muchos Batallones Aéreos Independientes (独立飛行大隊 Dokuritsu Hikō Daitai) o incluso Escuadrones Independientes (独立飛行中隊 Dokuritsu Hikō Chutai), cada uno con sus propias marcas distintivas.
En agosto de 1938, una reorganización completa del Servicio Aéreo del Ejército dio lugar a la creación del Grupo de Combate Aéreo (飛行戦隊 Hikō Sentai), que reemplazó a todos los antiguos Batallones y Regimientos Aéreos. Cada Grupo de Combate Aéreo era una unidad de un solo propósito que consistía típicamente en tres Escuadrones, divididos en tres vuelos -小隊-shōtai de tres aviones cada uno. Junto con los aviones de reserva y el vuelo de la sede, un Grupo de Combate Aéreo tenía típicamente 45 aviones (caza) o hasta 30 aviones (bombardero o reconocimiento). Dos o más Grupos de Combate Aéreo formaron una División Aérea (飛行団 Hikōdan), que, junto con las unidades base y de apoyo y varios Escuadrones Independientes, formaron un Cuerpo Aéreo (飛行集団Hikō Shudan).
En 1942, los Cuerpos Aéreos fueron renombrados como Divisiones Aéreas (飛行師団 Hikō Shidan), para reflejar la terminología de las divisiones de infantería, pero la estructura seguía siendo la misma. Dos Divisiones Aéreas, junto con algunas unidades independientes crearon un Ejército del Aire (航空軍 Kōkū gun).
Durante la mayor parte de la Guerra del Pacífico, el Servicio Aéreo del Ejército Japonés se organizó en cuatro Ejércitos Aéreos, con dos más agregados en las etapas finales de la guerra:
- 1.º Ejército del Aire - CG en Tokio, que se basaba en la llanura de Kantō que cubría el archipiélago japonés, Taiwán, Corea, Islas Kuriles y Karafuto.
- 2.º Ejército del Aire - CG en Hsinking, cubriendo Manchukuo
- 3.º Ejército del Aire - CG en Singapur, que cubría el sudeste asiático
- 4.º Ejército del Aire - CG en Rabaul, que cubría las Islas Salomón y Nueva Guinea
- 5.º Ejército del Aire - CG en Nankín, que cubría partes ocupadas por los japoneses del sur y este de China.
- 6.º Ejército del Aire: CG en Kyūshū que cubría Taiwán y Okinawa

En abril de 1944, se produjo una reorganización del Servicio Aéreo del Ejército Japonés. Las unidades de mantenimiento y servicio en tierra, antes un mando separado, se fusionaron en el Grupo de Combate Aéreo (Hiko Sentai). Los escuadrones del Grupo de Combate Aéreo fueron redesignados como Escuadrón (飛行隊 Hikōtai), y las unidades terrestres fueron designadas como Unidades de Mantenimiento (整備隊 Seibutai).
Otros cambios en las etapas finales de la guerra fueron la formación de "Unidades de Ataque Especial" y "Unidades que sacuden el aire", que eran unidades de corta duración con sus propios nombres (a menudo tomados de la mitología o historia japonesa) y marcas, pero ubicadas dentro de los escuadrones existentes. Estas unidades fueron especialmente designadas y entrenadas con la misión de embestir aire-aire de aviones bombarderos Aliados. Por lo general, les quitaron los armamentos y reforzaron sus armazones.
En la fase final de la guerra, las Unidades de Ataque Especial se convirtieron en unidades suicidas dedicadas para misiones kamikaze. Se formaron alrededor de 170 de estas unidades, 57 solo por el Instructor de la División Aérea. Equipado teóricamente con 12 aviones cada uno, finalmente comprendió alrededor de 2.000 aviones.
La reorganización final se llevó a cabo durante la preparación de la Operación Ketsu-Go, la defensa del archipiélago en 1945, cuando todos los Ejércitos del Aire se combinaron bajo el mando centralizado del General Masakazu Kawabe.

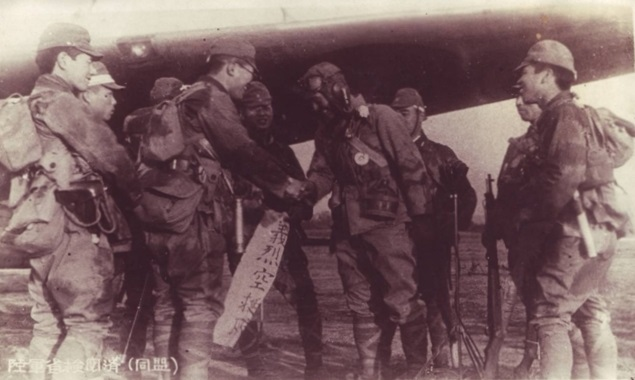
El capitán Okuyama y la unidad aerotransportada Giretsu parten en su misión a Okinawa.

#### Fuerzas de Operaciones Especiales
- Teishin Shudan (挺進集団 Grupo de Intervención) fue la unidad de fuerzas especiales/aerotransportadas del EIJ durante la Segunda Guerra Mundial. La palabra teishin puede traducirse literalmente como "correr hacia adelante", y generalmente se traduce como "incursión". También puede considerarse similar a la designación de "comando" en la terminología de otros ejércitos. Pensada como división, la unidad era una fuerza del tamaño de una brigada y formaba parte del Servicio Aéreo del Ejército Imperial Japonés (SAEIJ). Las unidades Teishin eran, por lo tanto, distintas de otras unidades paracaidistas de las Fuerzas Navales Especiales Japonesas.
- Giretsu Kuteitai (義烈空挺隊) fue una unidad de fuerzas especiales aerotransportadas del Ejército Imperial Japonés formado a partir de paracaidistas del Ejército, a fines de 1944 como un último intento de reducir y retrasar los bombardeos aliados en el archipiélago japonés. La unidad de las Fuerzas Especiales Giretsu fue comandada por el teniente general Kyoji Tominaga.